# رباط حضرت سلیمان
رباط روستا ایی سیاحتی و زیارتی در فاصله تقریبی ۱۶۰ کیلومتری مرکز استان خوزستان و ۱۵ کیلومتری شرق باغملک قرار دارد. این روستا در عرض جغرافیایی ۳۱درجه ،۳۲ دقیقه و ۳۰ ثانیه شمالی و طول ۴۹ درجه، ۵۶ دقیقه و ۳۶ ثانیه شرقی واقع شده‌است رباط از نظر لغوی کلمه‌ای عربی است که در گذشته به مکانی که محل اقامت کاروانسراها و سربازخانه‌ها بوده گفته می‌شد اما به مرور زمان و به دلیل کم شدن کاروان‌ها به مکان ثابت تبدیل شده‌است.
روستای گردشگری رباط با وجود درختان متنوعی نظیر بلوط، بن و کلخونگ، باغ‌های انار، انگور و آلو سیاه، کوه‌های سربه فلک کشیده و رودخانه جاری زرد دارای طبیعتی خاص و دلپذیر می‌باشد و سالانه هزاران نفر به این منطقه گردشگری قدم می‌نهند. منطقه گردشگری رباط علاوه بر جاذبه‌های طبیعی دارای جاذبه‌های مذهبی نظیر امامزاده سلیمان است که وجود این زیارتگاه در این روستای گردشگری یکی دیگر از دلایل بازدید گردشگران می‌باشد.

## جمعیت
این روستا در شهرستان باغملک قرار دارد و براساس سرشماری مرکز آمار ایران در سال 1395، جمعیت آن 917 نفر (218خانوار) بوده‌است.